# Бибикова, Елизавета Николаевна
Елизавета Николаевна Би́бикова (урождённая — Ара́пова) (1873—1953) — русская аристократка, советский педагог частной практики, мемуарист.
Внучка вдовы А. С. Пушкина Натальи Гончаровой и её второго супруга — Петра Ланского. Дочь Елизаветы Петровны Ланской и полковника Кавалергардского полка Николая Андреевича Арапова.
Автор мемуаров «Мои воспоминания о Пушкине и его потомках» (1949; опубликованы в 1995).

## Биография
Елизавета Николаевна Арапова родилась 4 июня 1873 года в Висбадене провинции Гессен-Нассау Королевства Пруссия в семье полковника Кавалергардского полка Николая Андреевича Арапова (1847—1883) из Пензенской губернии и Елизаветы Петровны Ланской (1848—1916) (дочери вдовы А. С. Пушкина Натальи Гончаровой и Петра Ланского). Крещена была 21 июня, крестница Александры Гончаровой-Фризенгоф (старшей сестры своей бабушки) и Петра Ланского (своего деда). Племянница генерал-лейтенанта, кавалергарда Ивана Арапова (1844—1913).
С 1874 года жила в Андреевке — родовом поместье своего отца, которое располагалось в одноимённом селе Нижнеломовского уезда Пензенской губернии (ныне — село Андреевка Головинщинского сельсовета Каменского района Пензенской области).

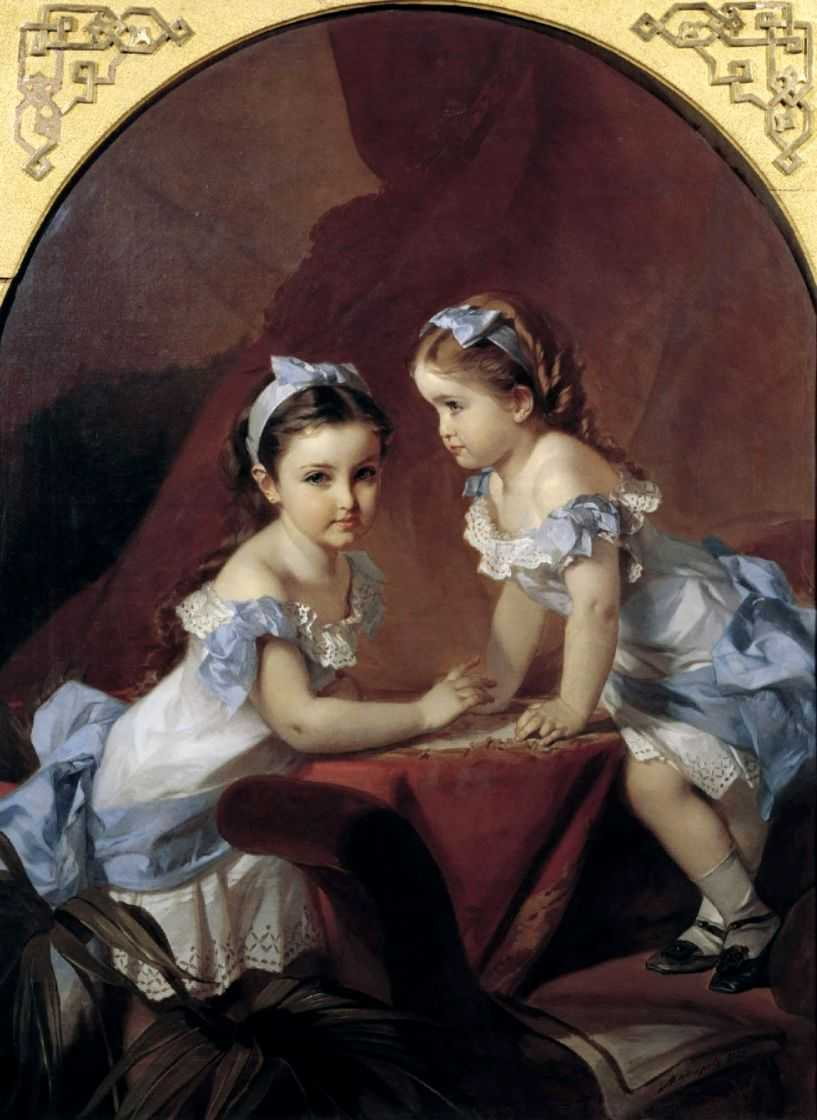
И. К. Макаров. Девочки-сёстры (Портрет Лизы (слева) и Наташи Араповых). 1879. Пензенская картинная галерея им. К. А. Савицкого

В 1879 году с Елизаветы Араповой и её младшей сестры Натальи русским живописцем Иваном Макаровым был написан известный портрет «Девочки-сёстры (Портрет Лизы и Наташи Араповых)». Данная работа считается «необычайно интересной и с художественной, и с исторической точки зрения». Ещё с советского времени эта картина входит в постоянную экспозицию Пензенской областной картинной галереи имени К. А. Савицкого. В пензенских краеведческих публикациях обычно указывается, что в 1918 году это произведение искусства «передала в Пензенскую картинную галерею» сама Елизавета Николаевна (однако, учитывая год «передачи» картины, можно предположить, что она могла быть просто конфискована, как и усадьба в Андреевке). Пензенским историком-краеведом и поэтом О. М. Савиным было написано стихотворение, посвящённое этим событиям (состарившаяся Елизавета Николаевна, со слезами в глазах стоит перед своим детским портретом, выставленном в Пензенской картинной галерее, и вспоминает прошлое).
В 1892 года Елизавета Арапова вышла замуж за камергера, предводителя дворянства Нижнеломовского уезда Пензенской губернии, впоследствии — действительного статского советника Виктора Дмитриевича Бибикова (1859—1919). Детей не имела.
После замужества продолжала жить в отцовском имении в Андреевке, вместе с мужем.

Из воспоминаний М. М. Бушека (сына двоюродной сестры Е. Н. Бибиковой):
«Елизавета Николаевна Бибикова <…> Высокого роста, правильно сложена, была красавицей <…> Со слов её матери была очень похожа на свою бабушку, Наталью Николаевну. <…> Характером была очень добрая, отзывчивая и очень простая в обращении с другими. В противоположность своей матери не особенно любила соблюдать все тонкости светского общества. <…> Очень любила деревенскую жизнь и, выезжая почти каждую зиму куда-нибудь за границу, с удовольствием возвращалась к себе в деревню. Имея в усадьбе конный завод Орловских рысаков, интересовалась успехами своих питомцев, ездила на бега в г. Пензу. А потом стала интересоваться симментальским скотом».
— Рожнова Т. М., Рожнов В. Ф. Жизнь после Пушкина. Наталья Николаевна и ее потомки. — СПб., 2001.
В отличие от большинства своих родственников, после Февральской и Октябрьской революции (1917) не эмигрировала из страны, навсегда оставшись в Советской России. Жила в Пензенской области. После конфискации поместья перебивалась случайными заработками: преподавала английский, немецкий и французский языки. Аттестацию она не проходила и штатным преподавателем не была, но, по воспоминаниям её бывшего ученика Е. Рассказова, пользовалась уважением и любовью педагогического коллектива Пензы.

Памятник на могиле Е. Н. Бибиковой на Митрофановском кладбище Пензы

Из воспоминаний главного хранителя Пензенской областной картинной галереи имени К. А. Савицкого Н. М. Валукиной:
«Елизавету Николаевну знали многие интеллигентные люди нашего города, её нередко встречали в Лермонтовском сквере, у памятника поэту. Она жила частными уроками иностранного языка. Потомки тех, кто когда-то прислуживал у них в имениях, помогали ей, чем могли. Ходила она в мужском пиджаке, явно с чужого плеча, с простым холщовым мешком… В ней по-прежнему были степенность, достоинство, неспешность. И что удивительно — добрый взгляд, умиротворенное выражение лица. Хотя как начиналась ее жизнь и как она закончилась!..».
— Литвинов А., Крамской И., Балашова И. Секретный визит господина Пушкина, «Пензенская правда», 06.06.2013
Оставила мемуары «Мои воспоминания о Пушкине и его потомках» (1949), которые были впервые опубликованы уже после её смерти в 1995 году.
Скончалась 8 июля 1953 года в г. Пензе на 81-м году жизни.
Похоронена на Митрофановском кладбище г. Пензы. В 2003 году на средства пензенских меценатов на её могиле был установлен новый памятник.